# Claude François Bidal d'Asfeld
Claude François Bidal, primer marqués de Asfeld, (París, 2 de julio de 1665-París, 7 de marzo de 1743) fue un militar y aristócrata francés de los siglos XVII y XVIII. Sirvió bajo el reinado de Luis XIV, durante la Regencia y bajo el reinado de Luis XV, y terminó su carrera militar como mariscal de Francia, comendador de la Orden de San Luis y caballero de la Orden del Toisón de Oro. Fue un especialista de la guerra de asedio, en el ataque y la defensa de las plazas, emulando y sucediendo a Vauban.

## Biografía

### Orígenes y familia
Sus padres fueron Pierre Bidal (1612-1682) y Catherine Bastonneau (1620-1690). Pierre Bidal fue un mercader de telas de París, banquero de la reina Cristina de Suecia y enviado de Luis XIV en Hamburgo. Pierre Bidal recibió de la reina de Suecia los títulos de barón de Wildenburg (Willembruck en Pomerania) y Harsefeld (en el Ducado de Bremen). El título de barón de Harsefeld se transformó en la forma francesa Asfeld, y Claude François Bidal será conocido como «caballero de Asfeld».
Su hermano mayor, Alexis Bidal (1654-1689), fue un militar que luchó en la guerra franco-neerlandesa y en la guerra de los Nueve Años, en el curso de la cual falleció. Su segundo hermano, Jacques-Vincent Bidal (1664-1745), fue un teólogo jansenista.

### Inicio de su carrera militar
La primera acción militar de Claude François Bidal fue su participación, en 1683, durante la guerra de las Reuniones, en el bombardeo de Luxemburgo como teniente del regimiento de dragones de su hermano Alexis Bidal, el entonces barón de Asfeld. Al año siguiente tuvo a su mando, en el sitio de la misma ciudad, una compañía en el regimiento de su hermano; Luxemburgo se rendiría finalmente el 4 de junio de 1684.
En 1689 el Regimiento de Dragones de Asfeld formaba parte del ejército, del mariscal de Humières, en Flandes, y participó en la batalla de Walcourt del 27 agosto. Su regimiento se trasladó para defender Bonn, donde Claude François repelió un ataque al camino cubierto, expulsando a los enemigos de un revellín que defendía. Al término, Alexis recibió el mando del Regimiento Real de Dragones y Claude François fue promocionado, el 7 de noviembre, en sustitución de su hermano, a maestre de campo del Regimiento de Dragones de Asfeld.

### Guerra de los Nueve Años

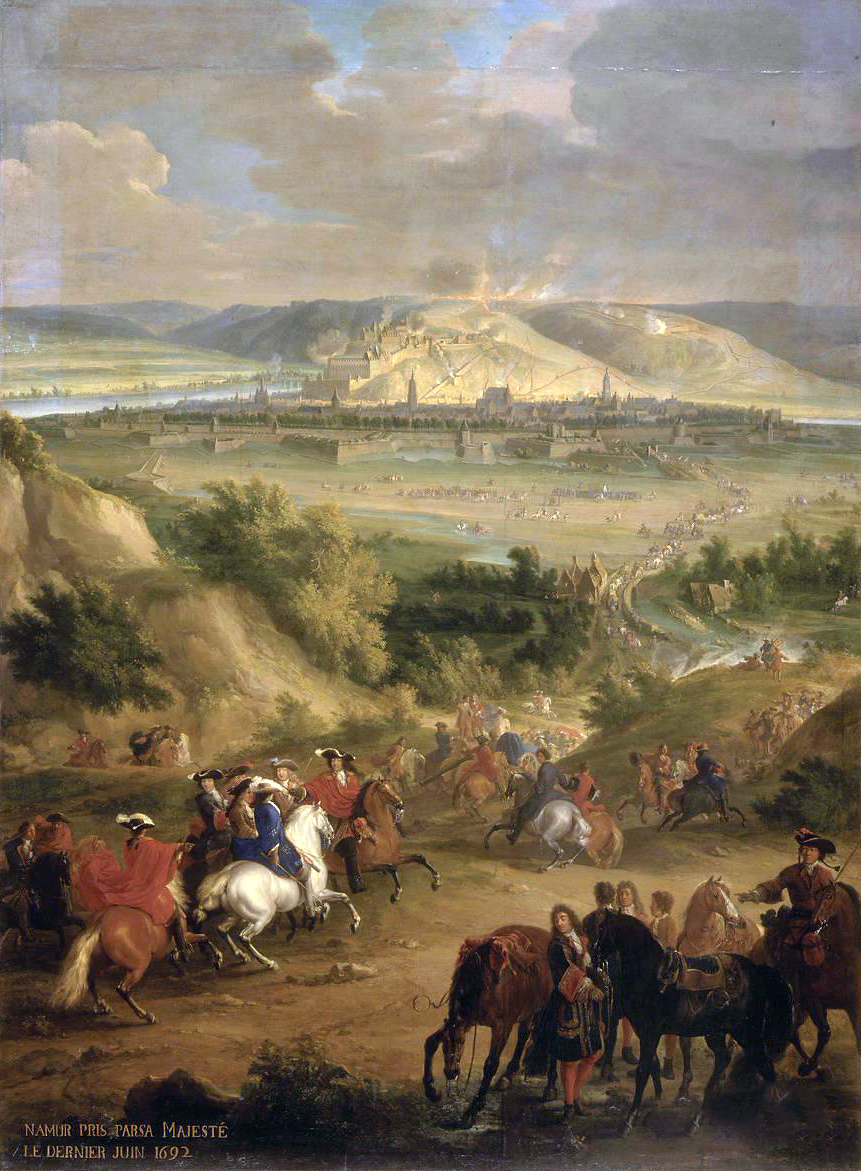
Asedio de Namur de junio de 1692, por Jean-Baptiste Martin.

Al inicio de guerra de los Nueve Años, el regimiento de Asfeld estaba a las órdenes del marqués de Boufflers en Flandes. Participó en toma de Cochem (1690), en el sitio de Mons (que se rendiría el 9 de abril de 1691), y en el bombardeo de Lieja (4 de junio de 1691).
En 1692 fue asignado al ejército del mariscal de Luxemburgo, participando en el sitio de Namur (1692), que se rinde el 5 de junio, y en la batalla de Steinkerque, del 3 agosto. Al mando del ala izquierda del ejército francés en el combate de Orteville del 8 de septiembre, rompe el ala derecha de los alemanes, y toma prisionero a su general. Tomó parte, en 1692, en el sitio de Huy (la ciudad capituló el 20 de julio, aunque el castillo no se rindió hasta el 23). En la batalla de Neerwinden, el 29 de julio, marchando a la cabeza de los dragones, cargó tres veces contra las fuerzas anglo-holandesas, las vence en el último ataque, sufriendo una fractura el hombro. También participó en el sitio de Charleroi de 1693. Claude François Bidal fue ascendido a brigadier el 28 de abril de 1694 y, continuando en el ejército de Flandes, siguió al mariscal de Luxemburgo en su marcha de Vinalmont a Espierres, del 22 de agosto.
Bajo el mando del mariscal de Villeroy, sustituto del mariscal de Luxemburgo en Flandes,  contribuyó a la defensa de Namur en 1695 con un cuerpo de dragones y en una salida de su caballería contuvo al enemigo durante tres horas delante de las defensas de la plaza. La ciudad de Namur se rindió a príncipe de Orange el 4 de agosto, pero la caballería de Asfeld hizo todavía tres salidas del castillo y expulsó a los asaltantes que habían penetrado en el bastión, antes de que finalmente se rindiera el 2 de septiembre. Se mantuvo todo el año 1696 en el ejército francés de Flandes, el cual estaba a la defensiva. Y en 1697 es transferido al ejército del Rin, comandado por el mariscal de Choiseul, él cual mantenía los territorios ocupados hasta la firma del Tratado de Rijswijk.

### Guerra de Sucesión Española

#### Campaña en los Países Bajos y el Rin
El regimiento de Asfeld, que había sido disuelto el 23 de diciembre de 1698, fue restablecido el 5 de febrero de 1701, al iniciarse la guerra de Sucesión Española. Este regimiento se integró en ejército de Flandes, a las órdenes del mariscal de Boufflers, y contribuyó a la entrada de las tropas francesas en la ciudadela de Lieja.
Bajo el mando del duque de Borgoña y del mariscal de Boufflers, combatió a los holandeses bajo los muros de Nimega el 11 junio, y en Eckeren el 30 junio. Asfeld participó en el asedio y en la toma de Trarbach, el 6 noviembre, y fue promocionado a mariscal de campo el 23 de diciembre de 1702.
En 1703, bajo las órdenes del Duque de Borgoña y del mariscal de Tallart, participó en el sito de Breisach, que fue tomada el 6 de septiembre. A continuación combatió en la batalla de Speyerbach, donde el 14 de noviembre fue derrotado el príncipe de Hesse-Cassel. El hecho de que Asfeld lograra reunir la caballería a tiempo determinó la victoria a favor del ejército francés. Esta batalla facilitó la toma de la fortaleza de Landau, que capituló el día 15 de noviembre.

#### Campaña en la península ibérica
Fue trasladado a España en diciembre de 1703. Y en 1704 participó en el sitio de Salvaterra, que se rindió incondicionalmente el 8 mayo; así como en el de Segura, que se tomó el mismo día; en el de Idanha-a-Nova, tomado espada en mano el 13 de mayo; en el de Monsanto, cuyo castillo se rindió el 17 mayo. Después Castelo Branco, Portalegre y Castelo de Vide cayeron entre el 18 y el 25 mayo. Luego Asfeld se dirigió a Montalva y a Marvan, que fueron también sometidas.
Ascendió a general (lieutenant-général des armées du Roi) el 26 de octubre. Y al año siguiente, en 1705, fue transferido al ejército del mariscal de Tessé. Estuvo a cargo de la retaguardia del ejército de tropas franco-españolas cuando consiguieron cruzar el Gévora, y acudir al socorro de Badajoz, obligando al marqués de Minas a levantar el sitio el 16 de octubre.
Comandando, en 1706, un cuerpo de 5000 hombres, con la misión de contener al Reino de Aragón que apoyaba al bando austracista, cruzó el Cinca el 15 de febrero de 1706 con un destacamento, y envió a 300 de caballería para ocupar San Esteban, decisión que le facilitó el asedio a Monzón.
Formó parte del sitio de Barcelona, en el que el propio Felipe V participó. El 22 abril, los sitiados hicieron una salida general; y, después de un combate que dura más de tres horas, los sitiadores se mantienen sin perder terreno. La caballería de la ciudad hizo otra salida, Asfeld, a la cabeza de la caballería asediante, la repelió con una carga en la que perdió a quince de sus hombres, que murieron o fueron hechos prisioneros.
Felipe V, habiendo abandonado el sitio de Barcelona el 12 de mayo, envió a Asfeld a Bayona para buscar refuerzos. Asfeld contrajo un préstamo personal de 50 000 escudos para contratar tropas y para la formación de un cuerpo de artillería. Hacia finales de octubre, Asfeld se encuentra en sitio de Cartagena que capitula el 18 de noviembre de 1706.

#### Ocupación del Reino de Valencia

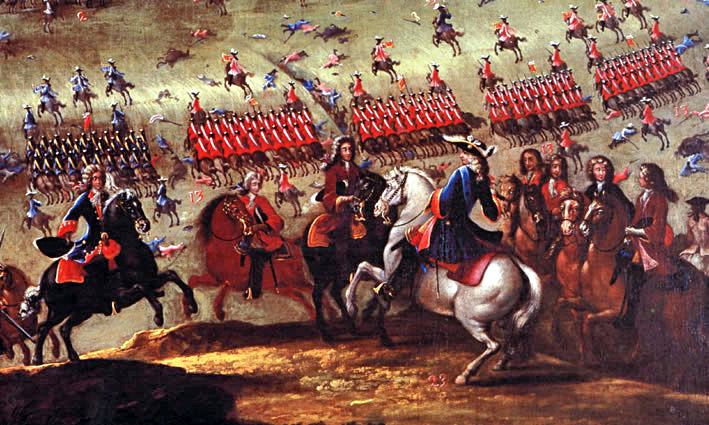
La batalla de Almansa, de Buonaventura Ligli.

Destinado al ejército de relevo bajo el mando del duque de Berwick en 1707, participó en la batalla de Almansa. En un primer momento los austracistas hicieron retroceder a la primera línea del ala derecha del ejército borbónico, pero Asfeld, a la cabeza de la segunda línea, batió a los agresores y cargó luego contra el ala derecha enemiga, la hizo huir y persiguió a los fugitivos. Al día siguiente de la batalla, hizo prisioneros a varios generales y a trece batallones enemigos, cinco ingleses, cinco holandeses y tres portugueses.
El ejército de las Dos Coronas, de Francia y de España, se dividió en dos cuerpos. Asfeld, a la cabeza de uno de esos cuerpos, entró en el Reino de Valencia, y atacó, a principios de mayo, la plaza de Játiva. Tomó la plaza a los pocos días, no vacilando en destruir dos monasterios fortificados. La guarnición, compuesta de ingleses y de holandeses, secundada por los habitantes, defendió la ciudad calle por calle. Debido a esta resistencia, Asfeld hizo pasar a cuchillo a todo el que hubiera tomado las armas. Las tropas regulares se refugiaron en el castillo; y, como los borbónicos no podían asaltarlo sin exponerse a perder muchos hombres, Asfeld tomó la decisión de bloquear el castillo con cuatro batallones, y de usar el resto de sus tropas para otras misiones.
Se apoderó de Chert, a la entrada de las montañas de Morella. Y encargado por orden de Berwick del bloqueo de Tortosa, inicia el sitio de la plaza el 12 de junio de 1708 y obtiene la capitulación el 7 de julio. Hizo reparar la brecha practicada en las fortificaciones, antes de ser llamado al Reino de Valencia, para terminar de someter totalmente el país.
Marchó a Denia, donde inició el sitio el 7 de noviembre, hizo una brecha en las murallas el 9 y lanzó el asalto el 12, dirigiendo a los granaderos. Tomó la ciudad, pero fue ligeramente herido en una pierna, y no pudo impedir que un millar de enemigos se parapetaran en el castillo, uno de los más fuertes del reino de Valencia. Dueño de la ciudad, Asfeld se apoderó del monasterio de San Francisco, posición que los aliados habían fortificado, y mediante el cual el castillo podía recibir suministros que venían del mar. Cuatro barcos, llenos de tropas y de municiones, aparecieron en efecto sobre la costa para socorrer a los asediados; pero la toma del monasterio hizo imposible todo desembarco. Asfeld hizo bombardear el castillo, y forzó al gobernador a que se rindiera el 17 de noviembre de 1708. Encontraron en esta plaza víveres para más de seis meses, 50 piezas de artillería, varios morteros y 100 «millares» de pólvora de cañón.
Preparó el asedio de Alicante el 30 de noviembre; Tomó uno de los suburbios el 1 de diciembre; Se apoderó de los otros dos suburbios al día siguiente e hizo un asalto, aunque no había en absoluto brecha. La ciudad capituló el 3 de diciembre de 1708. El invierno estaba demasiado avanzado para emprender el asedio al castillo, lo bloqueó hasta el 6 de abril de 1709, fecha en la cual, debido a la negativa del gobernador de a rendirse, Asfeld ordena que se prendiera fuego a una mina cargada con 1200 quintales de pólvora, y que, debido a su explosión, mató a 150 ingleses, dañó los edificios del castillo, un bastión, una parte del segundo recinto de la plaza y la gran cisterna. Se preparaban para el asalto, después de haber bombardeado la ciudadela hasta el 15 de abril para hacer la brecha más practicable, cuando doce buques ingleses se acercaron a alcance de cañón; echaron el ancla y cañonearon las tropas francesas durante seis horas. Asfeld respondió con su artillería, e impidió los ingleses desembarcar. El general inglés, sin esperanzas entonces por socorrer a Alicante, capituló el 18 de abril de 1709. Con esta última conquista con la cual había terminado de someter al Reino de Valencia, Asfeld fue nombrado gobernador.

Escudo de armas del marqués de Asfeld.

Felipe V le daría permiso para adjuntar a su escudo de armas las del Reino de Valencia, con la divisa:
Bellicæ virtutis in Hyspania premium.

#### Sur de Francia y el Rin
Asfeld prestó servicio en 1710 en el ejército de Delfinado mandado por el mariscal Berwick. Consigue el mando en el Condado de Niza el 1 de marzo de 1711 y en Provenza en 1712. Marchó, bajo el mando de Berwick, para socorrer Gerona, obligando a los aliados a levantar el sitio el 7 de enero de 1713.
Sirvió, el mismo año, en el ejército del Rin, a las órdenes del mariscal Villars, en la conquista de Espira, de Worms, de Kaiserslautern, así como en el sitio de Landau, iniciado el 22 de junio y tomado el 22 de agosto de 1713. Se distinguió por la derrota del general Vaubonne el 20 de septiembre de 1713. Participó luego en el sitio de Friburgo, abandonado por la guarnición el 1 de noviembre, y cuyo fuerte y castillos capitularon el 16. Fue gobernador en Friburgo, después de la toma de este sitio.

#### Retorno a España
En 1714 participó en el sitio de Barcelona, llevado a cabo por el duque de Berwick en sustitución del duque de Popoli, abriendo las líneas de trincheras que contribuyeron a la toma de esta plaza. El asalto fue llevado a cabo el 11 de septiembre de ese mismo año, después de 11 meses de bloqueo y 61 días de zanja abierta.
La Corte de Madrid, no habiendo podido llegar a ningún acuerdo con los mallorquines, resolvió en 1715 someterlos por la fuerza y encargó a Asfeld esta misión. Se hizo a la mar: partió de Barcelona el 11 de junio, el 14 avistó la isla de Mallorca, desembarcó el 15 sin ningún obstáculo en la Cala Longa, avanzó sobre Alcudia el 18, e instó a la ciudad a su rendición. El gobernador, habiéndose negado a entregar la plaza, fue forzado por sus habitantes a hacerlo. El día 20, otras ciudades y castillos se sumaron a sus conquistas. A continuación Asfeld marchó sobre Palma de Mallorca, la capital de la isla: la guarnición hizo el día 29 una salida que fue firmemente rechazada, y Palma capituló el 2 de julio. La isla de Ibiza fue incluida en la capitulación. Se encontró en Palma 200 piezas de artillería, todo tipo de víveres y de municiones. Asfeld embarcó otra vez y volvió con sus tropas a Barcelona.
El rey Felipe V lo nombró caballero de la Orden del Toisón de Oro el 21 de agosto, y marqués de Asfeld el 30 de agosto de 1715.

### Regencia francesa y guerra de la Cuádruple Alianza
En Francia, durante el periodo de regencia, fue nombrado miembro del Consejo de la Guerra el 18 de septiembre de 1715, y director general de fortificaciones el 24 de septiembre de 1718.
Cuando el regente, Felipe de Orleans, entró a formar parte de la Cuádruple Alianza declarando la guerra a Felipe V, quiso darle un mando en el ejército al marqués de Asfeld; este, que mostraba el toisón de oro que llevaba, respondió: «Mi señor, ¿qué quiere que haga con esto que tengo del rey de España? Dispenseme de servir contra uno de mis benefactores». Sin embargo Asfeld tuvo que tomar parte en la guerra.
En 1719, a las órdenes del mariscal Berwick, participa en el sitio de San Sebastián, que se rindió el 1 de agosto, y en el de su castillo, que capituló el 17 agosto. A continuación también se encuentra en la toma de los fuertes y del castillo de Urgell, y en el asedio de Rosas, que la lluvia le obligó a abandonar.
Al término de la guerra obtuvo el gobierno del castillo Trompette, en Burdeos, el 19 de octubre de 1720. Y en 1721 prestaría sus servicios en toda la provincia de Guyena, bajo el mando del mariscal Berwick que era su gobernador militar.

### Guerra de Sucesión Polaca

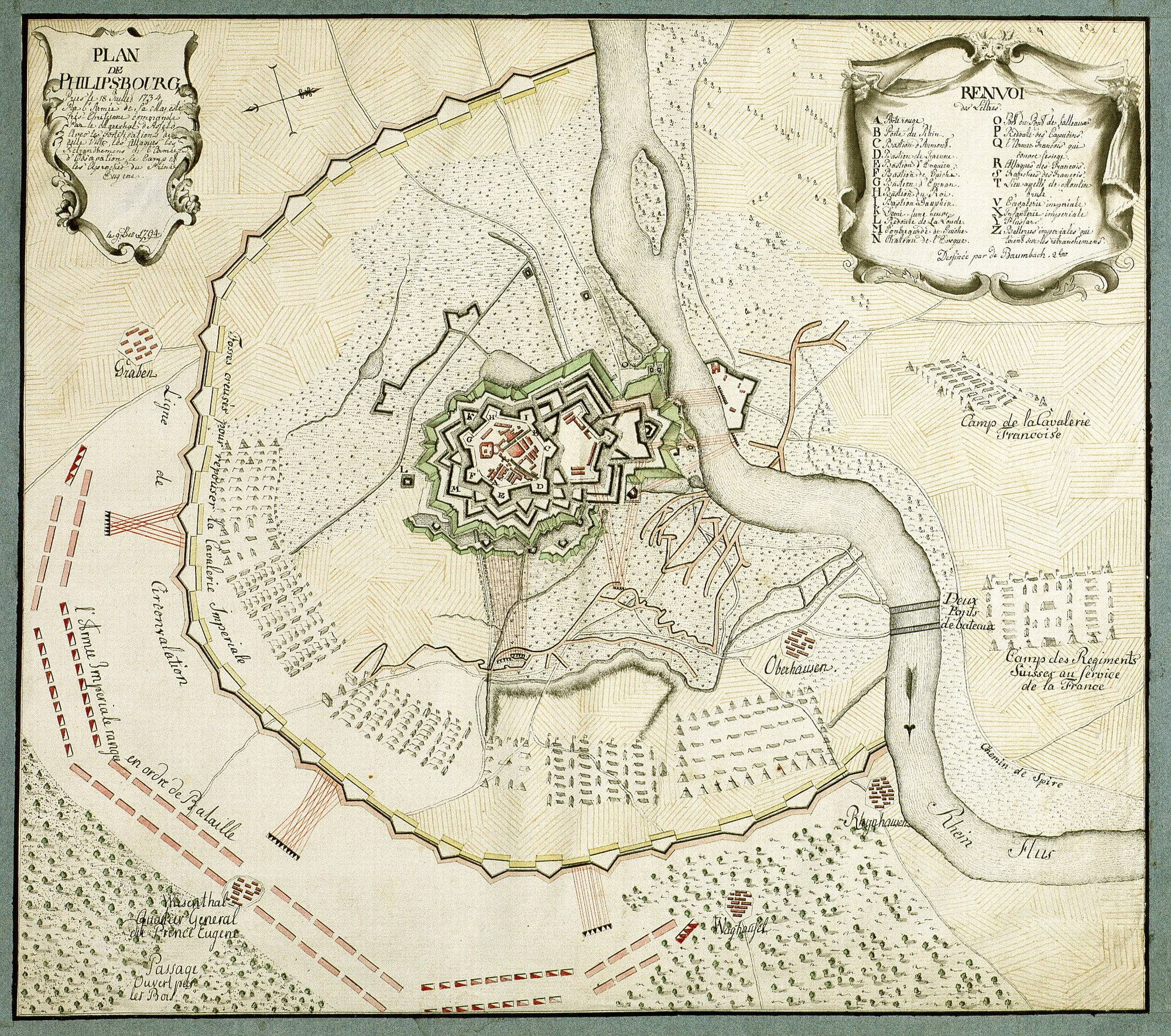
Plano de Philippsbourg del 18 de junio de 1734.

Fue llamado de nuevo en 1733, con motivo de la Guerra de Sucesión Polaca. Asfeld asume el mando interinamente, en sustitución del mariscal de Villars, del ejército de Italia. Inició su campaña en el sitio de Gerra-d'Adda, donde comenzó a abrir las trincheras de asedio la noche del 17 al 18 de noviembre, la plaza capituló el 28 de noviembre de 1733. Pizzighettone se rindió el 29 de noviembre, y el castillo de Milán fue tomado el 29 de diciembre de 1733. Después fue tomando las plazas de Trezzo, de Lecco, de Fuente, de Saravalle, de Novara y de Arrona, cuyos sitios fueron llevados a cabo en los primeros días de enero de 1734; Tortona ofreció su rendición el 4 de febrero de 1734.
El 1 de abril de 1734, fue trasladado del ejército de Italia al del Rin, a las órdenes del Duque de Berwick. Cruza el Rin, por Mannheim, con 34 batallones y 40 escuadrones, obligando a los enemigos a dividirse y, favorecido por el medio, atacó Ettlingen, que fue tomada el 4 de mayo. El 23 de mayo, al mando de 32 batallones y de 2 regimientos de dragones el 23 de mayo de 1734, preparó el sitio de Philippsbourg. Para ello, estableció dos puentes flotantes sobre el Rin. El 14 del junio, después de A la muerte del mariscal de Berwick en el sitio de Philippsbourg, fue ascendido a mariscal de Francia y obtuvo el mando del ejército del Rin. El 22 de junio, mandó atacar y despejar el camino cubierto delante de Philippsbourg, hizo 60 prisioneros, y tomó uno de los baluartes: Philippsbourg se rindió el 18 de julio de 1734. El mariscal había llegado a reducir esta plaza a pesar de la crecida del Rin, que había inundado las trincheras y dificultado todos ataques. Tomó Worms el 23 de julio. Un destacamento enviado por el mariscal de Asfeld venció, cerca de Maguncia, el 9 de agosto, a 2500 húsares, de los cuales 80 murieron.
El 15 de agosto de 1734 se convierte en gobernador de Estrasburgo, cargo que había quedado vacante desde la muerte de Berwick; devolvió al mismo tiempo el gobierno del castillo Trompette, y presta juramento de mano del rey Luis XV, como mariscal de Francia, el 10 de noviembre de 1734. Al poco tiempo se retiró del servicio, y muere en París el 17 de marzo de 1743, a la edad de 76 años.

## Vida privada
El 20 de marzo de 1728, compró el resto del condado de Avaux, formado por Avaux-le-Château, Avaux-la-Ville, Aire, Vieux y Vauboison. El señorío entonces fue erigido en marquesado (1730). Avaux-la-Ville que se había llamado Ecry hasta 1671 cambió de nuevo de nombre y pasó a llamarse Asfeld.
Se casó en primeras nupcias el 28 de abril de 1717 con Jeanne Louise Joly de Fleury (1698-23 de noviembre de 1717, a causa de la viruela), hija de Joseph Omer Joly, señor de Fleury y de La Mousse, fiscal del Tribunal Supremo en el Parlamento de París, y de Louise Bérault.
Volvió a casarse en segundas nupcias, en septiembre de 1718, con Anne Leclerc de Lesseville (1698-30 de enero de 1728, en un parto), hija de Nicolas Leclerc de Lesseville, señor de Mesnil-Durand y de Thun, y de Marguerite Valentine Lallemant. De cuyo matrimonio tuvo cinco hijos.
Era un conocido de la duquesa de Maine y frecuentó sus salones literarios y las fiestas de las Grandes Nuits de Sceaux, hechas en su castillo de Sceaux por sus fieles caballeros de la Orden de la Abeja.
Su tumba se encuentra en la iglesia de San Roque de París.